# Miroslav Janota (Fußballspieler)
Miroslav Janota (* 12. Oktober 1969) ist ein tschechischer Fußballspieler.

## Vereinskarriere
Janota begann mit dem Fußballspielen bei SU Teplice. Dort durchlief er alle Jugendmannschaften, ehe er sich 1989 Dukla Prag anschloss, um dort seinen Wehrdienst abzuleisten. In Prag blieb der Abwehrspieler allerdings nur ein halbes Jahr, die nächsten anderthalb Jahre spielte er für VTJ Tachov.
Nach der Grundausbildung kehrte Janota nach Teplice zurück. 1992 wechselte er zu Viktoria Pilsen, mit dem ihm im Sommer 1993 der Aufstieg in die neu gegründete erste tschechische Liga gelang. Dort absolvierte Janota 140 Spiele, in denen er sieben Tore schoss.
Im Januar 1999 wurde der Tscheche vom KFC Uerdingen 05 verpflichtet, für den er bis 2003 spielte. Seine nächsten Stationen waren der ZFC Meuselwitz und der Heidenauer SV. 2006 kehrte der Verteidiger nach Tschechien zurück und spielt seitdem für Baník Modlany.